# Kvante-Hall-effekten
Kvante Hall-effekten er en kvantemekanisk version af Hall-effekten, som observeres i 2-dimensionelle systemer af elektroner udsat for lave temperaturer og stærke magnetfelter, i hvilken Hall-ledningsevnen σ kun antager kvantiserede værdier:
{\displaystyle \sigma =\nu \;{\frac {e^{2}}{h}},}
hvor e er elementarladningen og h er Planck's konstant. I den "ordinære" kvante Hall-effekt, kendt som heltals kvante Hall-effekten, antager ν heltalsværdier (ν = 1, 2, 3, osv.). Der er en endnu en kvante Hall-effekt, kendt som den fraktionelle kvante Hall-effekt, hvor ν kan optræde som brøker med en ulige nævner (ν = 2/7, 1/3, 2/5, 3/5, etc.).
Heltals kvante Hall-effekten blev forudsagt af Ando, Matsumoto og Uemura i 1975.
Den fraktionelle kvante Hall-effekt blev opdaget i 1982 af Daniel Tsui og Horst Störmer, i eksperimenter udført på galliumarsenid heterostrukturer udviklet af Arthur Gossard. Effekten blev forklaret af Laughlin i 1983. Tsui, Störmer og Laughlin fik i 1998 Nobelprisen.